# Женщина с сумочкой

Данута Даниэльссон бьёт неонациста сумочкой

Женщина с сумочкой (швед. Kvinnan med handväskan или Tanten med handväskan, Женщина с сумочкой) — фотография, сделанная в шведском городе Векшё 13 апреля 1985 года фотожурналистом Хансом Рунессоном (швед. Hans Runesson). На ней изображена 38-летняя Данута Даниэльссон, бьющая сумочкой марширующего неонациста. Фотография приобрела чрезвычайную популярность, став одним из символов антифашистского движения и послужила основой для художественного проекта и мемориальной статуи.
Фотография была выбрана журналом Vi и Шведским историческим фотографическим обществом «Шведской фотографией года» (1985), а затем и «Фотографией века».

## Запечатлённое событие и реакция
13 апреля 1985 года в центре Векшё состоялась демонстрация неонацистов, организованная сторонниками Северной имперской партии. Митинг планировался как ответная акция на выступление Ларса Вернера, лидера Левой партии. Однако стычки между сторонниками социалистов и неонацистами начались ещё до начала демонстрации неонацистов.
В ту субботу Данута Даниэльссон пришла в центр города, чтобы посетить с 12-летним сыном кондитерскую.
Фотография Рунессона запечатлела момент, когда Даниэльссон наносит удар неонацисту Сеппо Селуске по голове дамской сумочкой.
Фотографию опубликовали на следующий день на первой полосе общенациональной газеты Dagens Nyheter. 15 апреля её перепечатали британские газеты The Times и Daily Express.
Неонацисты столкнулись с активным противодействием как со стороны участников митинга социалистов, так и простых прохожих. Фотографии и кинохроника запечатлели как толпа забрасывает яйцами около десятка неонацистов, один из них был сбит с ног и потерял сознание во время избиения, но затем был спасён одним из участников социалистического митинга, который сжалился над ним. Ультраправые активисты, в конце концов, укрылись в туалетах железнодорожного вокзала. Они скрывались там несколько часов, пока их не увезла полиция.
Фотография была выбрана журналом Vi и Шведским историческим фотографическим обществом «Шведской фотографией года» (1985), а затем и «Фотографией века».

## Личность Дануты Даниэльссон
Данута Даниэльссон (урождённая Сень) родилась в марте 1947 года в Гожуве-Велькопольском. Долгое время распространялась версия, что Данута происходила из еврейской семьи, а её мать была узницей Освенцима или Майданека. Однако в 2016 году газета Smålandsposten провела собственное расследование и выяснила, что это не полностью соответствует действительности. В период Холокоста мать Дануты укрывала еврейскую девочку, которую обнаружили и отправили в Майданек. Женщине удалось откупиться от направления в лагерь смерти. Её отправили на принудительные работы на автомобильный завод в Германии, там она оставалась до конца войны. Родственники Дануты рассказали, что её мать была замужем, но во время советской оккупации мужа выслали в Сибирь. Маленькую Дануту воспитывали родственники, от пережитого у девочки развилось психическое расстройство.
В 1981 году Данута познакомилась со шведским спортивным журналистом и будущим мужем Бьёрном Даниэльссоном на джазовом фестивале в Польше. Они поженились в ноябре того же года, в октябре 1982 года пара переехала в Швецию. После переезда Данута устроилась на несколько подсобных низкоквалифицированных работ (в частности, уборщицей). Она выучила шведский язык, но часто переживала периоды депрессии и предпочитала немногочисленное общество подруг-полек. По воспоминаниям родственников и знакомых, периоды подавленности сменялись приливами энергии, что указывает на возможное ОКР. Данута обращалась за психиатрической помощью.
Поведение Даниэльссон оценили неоднозначно. «Левыми» и антифашистами ей были высказаны симпатии, и её фотография стала одним из символов антифашистского движения. Со стороны неонацистов она столкнулась с открытой агрессией и угрозами. Она также подверглась остракизму со стороны шведского общества за проявленное насилие. Показательно, что именно последний аргумент активно озвучивался в 2015 году, когда появился проект памятника Дануте — критиковалось желание запечатлеть акт насилия.
По утверждениям сына, мужа и знакомых, Данута плохо перенесла повышенное внимание к себе после того, как фотография стала популярной. Ей поступали многочисленные запросы от журналистов. Также ей поступали угрозы от праворадикальной общественности. Кроме этого, она столкнулась с общественным осуждением продемонстрированного ею насилия. Даниэльссон была отнюдь не единственной, кто атаковал неонацистов (что запечатлела хроника тех событий), однако к её персоне было приковано наибольшее внимание.
27 октября 1988 года Данута, взяв фотоаппарат, поднялась на водонапорную башню и совершила самоубийство, бросившись с высоты.

## Личность Сеппо Селуски
20-летний Сеппо Селуска входил в состав банды, которая занималась грабежами, рэкетом, вандализмом. Члены банды неоднократно привлекались к ответственности. Также он состоял в Северной имперской партии, флаг которой он нёс на данной демонстрации. После инцидента он не стал предъявлять обвинения в адрес Даниэльссон.
Через полгода после запечатлённого на фотографии инцидента, 29 октября 1985 года, Сеппо Селуска и 18-летний Джеймс Хилмерссон зверски убили еврея и гомосексуала Людвига Бухвальда в его собственном доме в Гётеборге, после чего подожгли дом. Они были арестованы. Хилмерссон был признан невменяемым и направлен на принудительное лечение, а Селуску приговорили всего лишь к 4 годам заключения. Он отбывал тюремное заключение до 1992 года. После освобождения он совершил нападение на мужчину арабского происхождения (попытка утопления привела к инвалидности мужчины). В 1995 году Селуска принял участие в коллективном убийстве мужчины-гомосексуала в Гётеборге. В 2004 году Селуска совершил очередное убийство. В настоящий момент он отбывает пожизненное заключение.

## Художественная оценка фотографии
Британский исследователь Сэмюэль Меррилл выделил три причины популярности фотографии: запечатление того, что Анри Картье-Брессон называл «решающим моментом» действия или композиции; она предвосхищает и инсинуирует, а не явно демонстрирует насилие; она парадоксальна: уязвимая женщина противостоит молодому архетипическому неонацистскому скинхеду.
Обозревательница сайта «Радио Свобода» сравнила фотографию с работой, запечатлевшей Неизвестного бунтаря. Журналистка сайта BBC Culture поместила её в тематическую подборку иконических изображений протестующих женщин.
Фотография была признана фотографией года в 1985 году, а позже «Фотографией столетия» по версии журнала Vi и Фотографического исторического общества Швеции. Отпечаток негатива был изготовлен желатиносеребряным методом и издан галеристом Пелле Унгером. Копии с авторской атрибуцией были несколько раз проданы по цене от €2000 до €3800 (по состоянию на июль 2020 года).

## Память

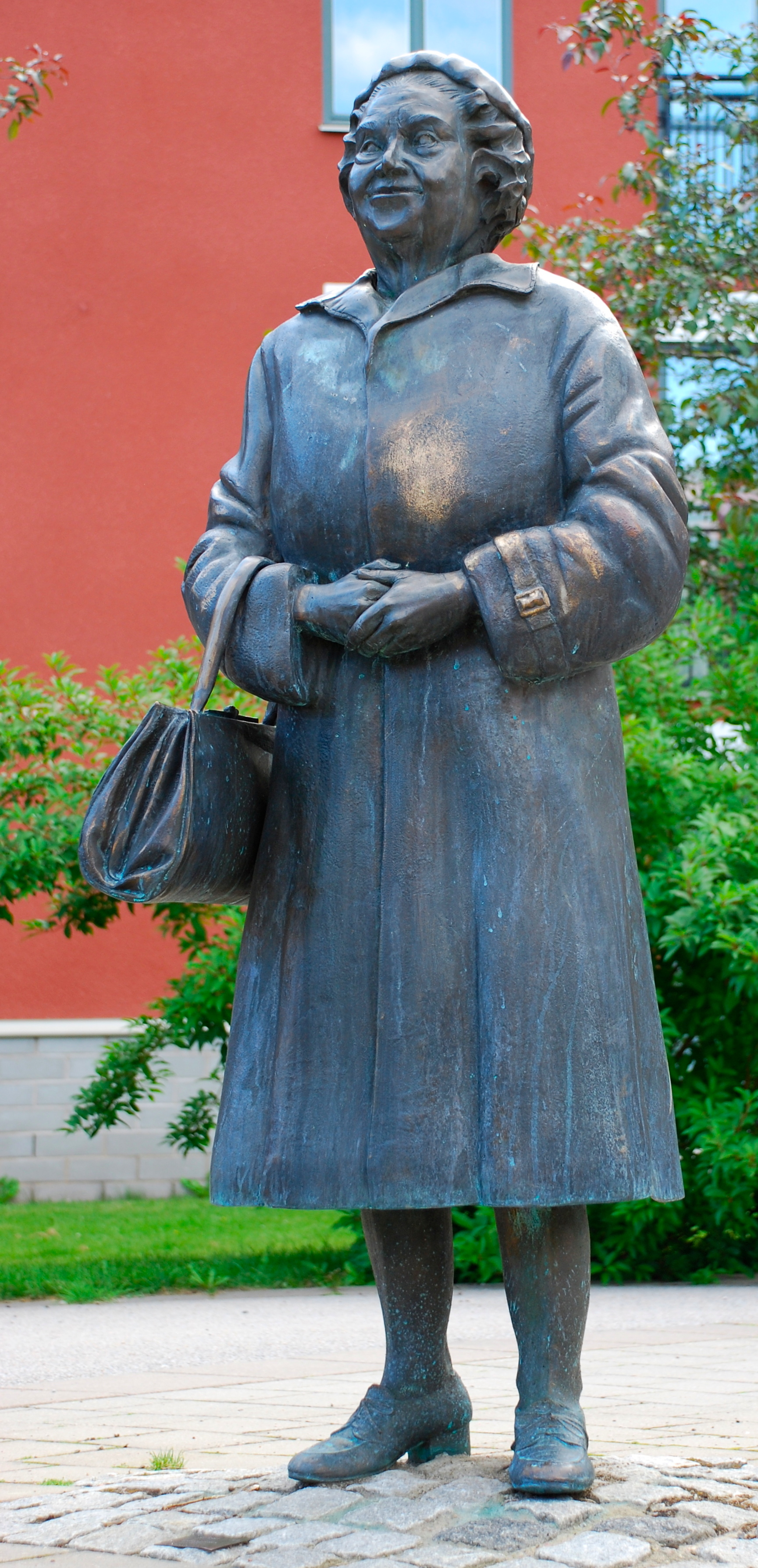
«Шведская тётушка», Векшё

В 1995 году художница Сусанна Арвин, выросшая в Векшё, начала художественный проект «Шведская тётушка» (швед. Den svenska tanten). Первым объектом стала фотография пожилой дамы с сумочкой, которая экспонировалась в стокгольмской церкви Марии Магдалины. Моделью выступила тётя художницы Керстин Карлссон. Женщина на фотографии представлена в спокойной позе с сумочкой через плечо. Образ шведской тётушки стал узнаваемым.
В 2005 году Арвин изготовила памятник Тётушки для города Векшё. Фигура высотой 167 см была установлена в городке Университета Линнея.
В 2014 году Арвин создала многочисленные копии Тётушки, уподобив их китайской терракотовой армии. Взвод шведских тётушек с сумочками выстроился в Музее женской истории в Умео.
В 2013 году Сусанна представила публике проект «С сумочкой как с оружием» (швед. Med handväskan som vapen), посвящённый непосредственно Дануте Даниэльссон. Был создан как прототип статуи в натуральную величину, так и несколько миниатюрных копий. Кроме того, Арвин выпустила серию скульптурных сумочек, оформленных как кулоны. Началась общественная дискуссия о том, нужно ли увековечивать память Дануты в городском пространстве. Большинство членов горсовета высказались против. Во время общественных дебатов основным вопросом стал этический: поощряет ли статуя насилие? Сумочка была названа символом насилия.
В сентябре 2015 года шведский предприниматель Лассе Дидинг выкупил статую «С сумочкой как с оружием» и передал её в дар муниципалитету Варберг. Статуя демонстрировалась во дворе Варбергской крепости, но в апреле 2016 года совет города по культуре проголосовал против принятия дара. В настоящее время статуя находится в саду виллы Дидинга в Варберге. В 2018 году копия статуи была установлена в городе Алингсос.